# Wejeska

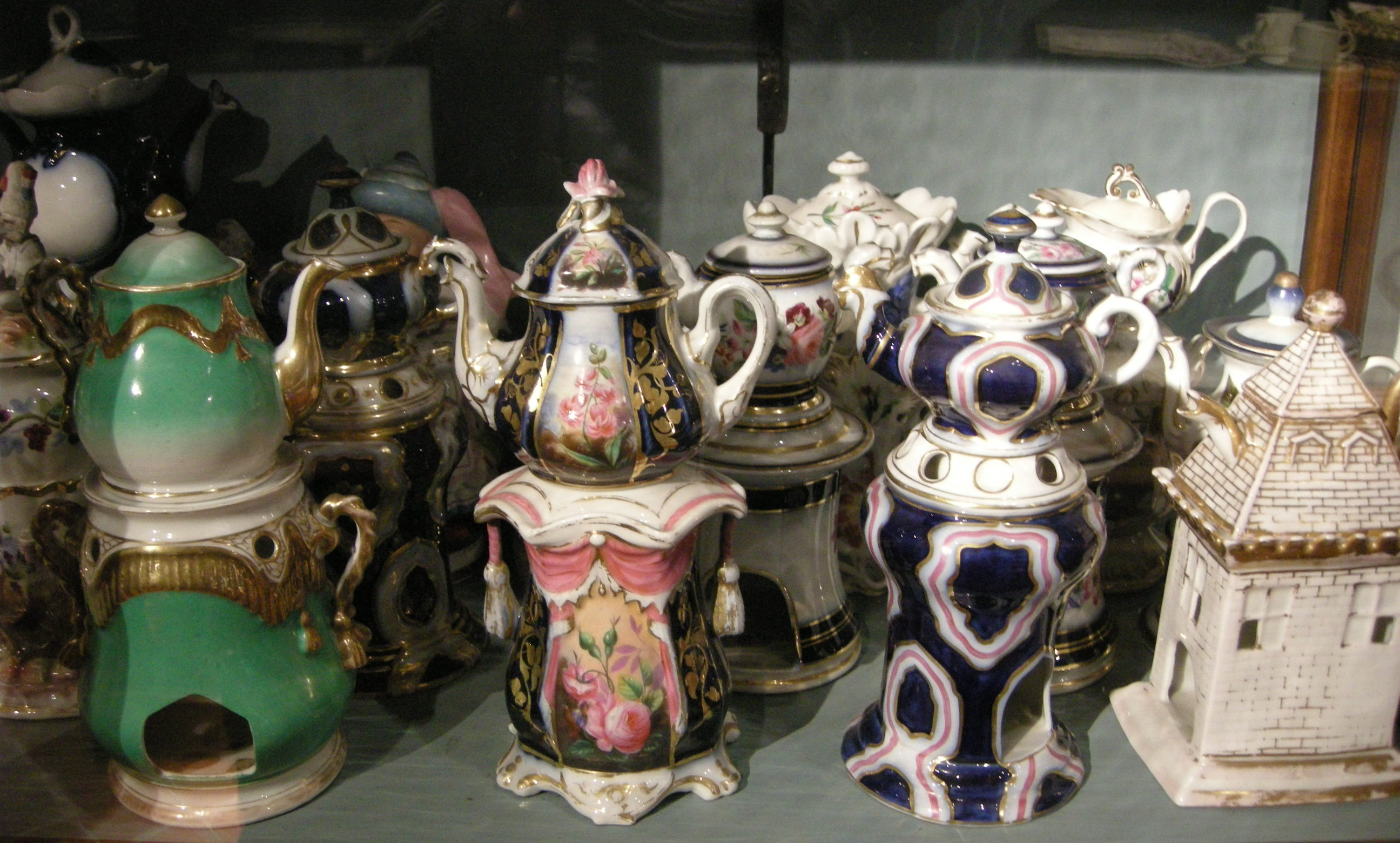
Wejeski

Wejeska (fr. Veilleuse) – stojąca lampka nocna używana równocześnie do podgrzewania napojów.
W skład wejeski wchodziła podstawka z jednym lub kilkoma otworami, imbryczek z przykrywką i miseczka. Otwory w podstawce umożliwiały wstawienie do wewnątrz świeczki lub lampki olejnej. Lampka dawała słabe światło.
Pierwsze takie przedmioty miały podstawkę w kształcie walca, często zwężającego się ku górze, późniejsze przybierały formy architektoniczne, figuralne, zoomorficzne lub antropomorficzne. Imbryczki często miały wydłużone dno.
Wykonane były z różnych materiałów, ale najczęściej z majoliki lub porcelany.
Wejeski były popularne w dobie rokoka, wykonywane również w XIX wieku. Często były bogato zdobione ornamentem lub malarsko.
Do dekoracji stosowano też technikę litofanii, gdzie cienka płytka z nieszkliwionej porcelany lub szkło matowe ozdobione wklęsłym reliefem przy podświetleniu dają światłocieniowy obraz.

Rodzajem wejeski są też zegary ze szklaną lub metalową ażurową tarczą podświetlaną lampką olejną umieszczoną za nią.